# Eduardo J. Corso
Eduardo Jesús Corso Crispino (San Ramón, 1 de setiembre de 1920 - 4 de diciembre de 2012) fue un abogado, productor agropecuario y periodista uruguayo.

## Biografía
Se graduó como abogado en la Facultad de Derecho de la Universidad de la República. Militó en la Unión Cívica.
A sugerencia de su correligionario Salvador García Pintos, en 1949 inició la audición radial "Diario del campo", espacio que dirigió durante años, sucesivamente en Radio Sarandí, Radio Oriental, Radio El Espectador y CX 4 Radio Rural; fue un referente del sector agropecuario durante más de medio siglo. También incursionó en el periodismo escrito; sus artículos se publicaron en El País, La Mañana, El Diario, Últimas Noticias e incluso en Marcha.

## Pensamiento
Fue católico convencido. Su fe cristiana, además de intensa, llevaba la impronta de un claro conservadurismo. Se expresaba con un lenguaje a menudo brutal, que le granjeó amigos y enemigos.
Hombre dado a la polémica, nunca tuvo reparos para expresar sus opiniones. Durante la dictadura, no obstante su postura conservadora, marcó sus críticas al régimen. En 1980 militó por el NO a la reforma constitucional que promovían los militares. Y cuando retornó la democracia en 1985, protestó en contra de la amnistía otorgada por Julio María Sanguinetti (con el aval de la mayoría del sistema político) a los tupamaros presos por la dictadura.
En 1999 leyó una proclama ante un numeroso público reunido cerca del Palacio Legislativo, en la misma demandaba al gobierno “una tregua” para aliviar la situación adversa que vivía en ese entonces el campo.

## Familia
Casado con María Barreto, tuvo tres hijos: Eduardo, María Cecilia y Ana Rosa, y varios nietos. Su hermano, Antonio Corso, fue obispo católico.